# Bisdom Keimoes-Upington

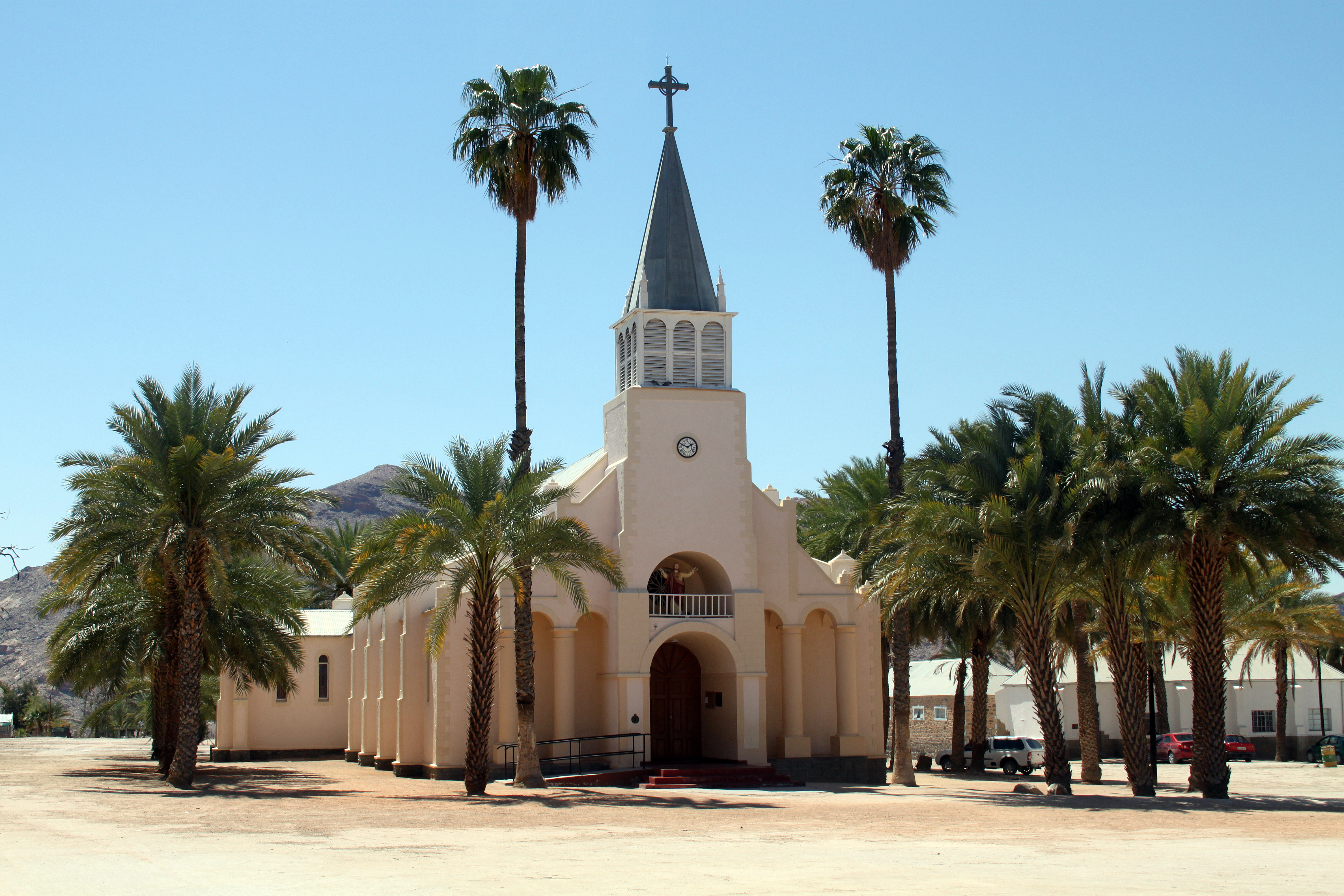
Kathedraal in Pella

Het bisdom Keimoes-Upington (Latijn: Dioecesis Keimoesana-Upingtonensis) is een rooms-katholiek bisdom met als zetel de plaatsen Keimoes en Upington, in Zuid-Afrika. Het bisdom is suffragaan aan het aartsbisdom Bloemfontein.

## Geschiedenis
Het bisdom werd opgericht op 20 juni 1885, als de apostolische prefectuur Orange River, uit de apostolische prefectuur Cape of Good Hope, Central District. Op 2 mei 1898 werd het een apostolisch vicariaat, waarna het op 9 juli 1940 van naam veranderde naar Keimoes. Op 11 januari 1951 werd het een bisdom, waarna het op 8 februari 1985 wederom van naam veranderde naar Keimoes-Upington. 
Op 7 juli 1909 verloor het bisdom gebied door de oprichting van de apostolische prefectuur Great Namaqualand. 

## Parochies
In 2019 telde het bisdom 25 parochies. Het bisdom had in 2019 een oppervlakte van 272.268 km² en telde 425.582 inwoners waarvan 16,7% rooms-katholiek was.

## Bisschoppen
- Jean-Marie Simon (juli 1885 - 21 november 1932)
- Odilon Fages (21 november 1932 - 14 oktober 1939; coadjutor sinds 15 juni 1928)
- Henry Joseph Thünemann (9 juli 1940 - 12 september 1962)
- Francis Xavier Esser (12 september 1962 - 8 december 1966; coadjutor sinds 9 juni 1955)
- John Baptist Minder (12 oktober 1967 - 5 juli 2000)
- Edward Gabriel Risi (5 juli 2000 - heden)

## Kathedraal
De kathedraal is gelegen in de plaats Pella, met een co-kathedraal in Upington.